# Tifón Trami (2018)
El tifón Trami, conocido en Filipinas como supertifón Paeng, fue un tifón que arrasó el este asiático entre el 20 de septiembre y el 8 de octubre de 2018. Fue el segundo tifón que afectó a Japón en el plazo de un mes.

## Descripción
Trami, la vigésima cuarta tormenta tropical y décimo tifón de la Temporada de tifones del Pacífico de 2018, se desarrolló a partir de un área de baja presión al sureste de Guam el 20 de septiembre. Se intensificó hasta convertirse en tormenta tropical al día siguiente y se intensificó hasta convertirse en tifón el 22 de septiembre. Siguió intensificándose constantemente y alcanzó su intensidad máxima a última hora del 24 de septiembre. Al día siguiente, Trami disminuyó la velocidad y se desvió hacia el norte. Empezó a debilitarse debido al afloramiento. Trami aceleró y giró hacia el noreste el 29 de septiembre, antes de golpear Japón al día siguiente, y se convirtió en extratropical el 1 de octubre. Los remanentes extratropicales persistierom durante días hasta que se disiparon por completo el 8 de octubre.
Trami causó daños adicionales a Japón, mientras aún se recuperaba de los impactos del tifón Jebi. El transporte se vio interrumpido y se cancelaron varios vuelos nacionales. Más de 380.000 personas fueron evacuadas. En total, Trami mató a 2 personas y dejó cientos de heridos. Las pérdidas de seguros se estimaron en 306 mil millones de yenes (JPY de 2018, 2,69 mil millones de dólares).

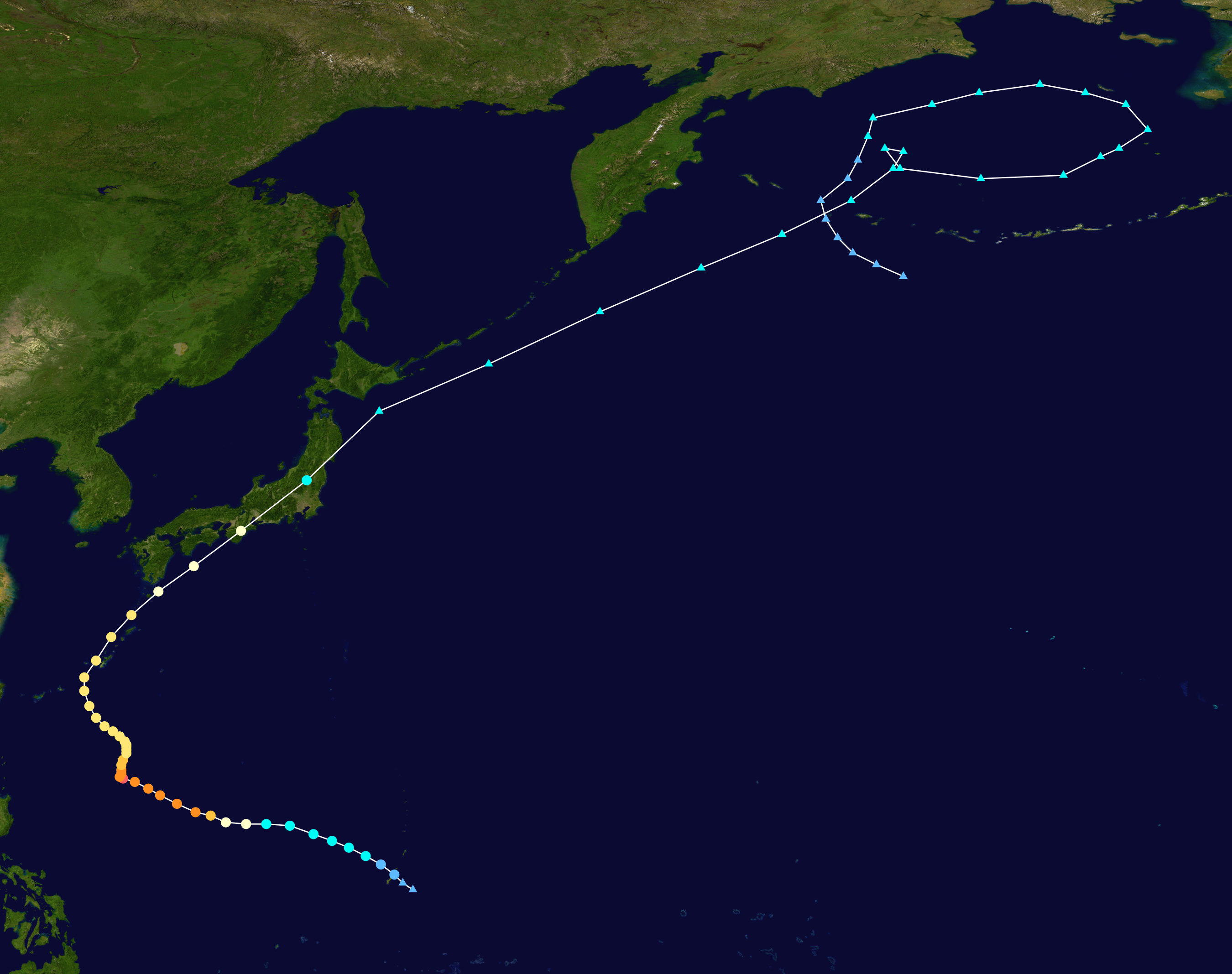
Mapa que traza la trayectoria y la intensidad de la tormenta, según la escala Saffir-Simpson